# بينما يبكي جيتاري بلطف
بينما يبكي جيتاري بلطف (بالإنجليزية: While My Guitar Gently Weeps) أغنية لفريق الروك البريطاني البيتلز من ألبومهم المزدوج لعام 1968 «البيتلز» (المعروف أيضًا باسم «الألبوم الأبيض the White Album»). كتب الأغنية جورج هاريسون، عازف الجيتار الرئيسي في الفريق. الأغنية بمثابة تعليق على التنافر داخل فريق البيتلز بعد عودتهم من دراسة التأمل التجاوزي في الهند في أوائل عام 1968. انعكس هذا التنافر والنقص في الصداقة الحميمة في لامبالاة الفريق تجاه تكوين الأغنية، وهو ما واجهه هاريسون بدعوة صديقه إريك كلابتون، للمساهمة في التسجيل. أضاف كلابتون تسجيلاً زائدًا على جزء الجيتار الرئيسي، على الرغم من أنه لم يُنسب إليه الفضل رسميًا في مساهمته.

## فكرة الأغنية
كتب هاريسون «بينما يبكي جيتاري بلطف» كتدريب عشوائي مستوحى من المرجع الصيني «آي تشينج» (أحد أبرز وأهم خمسة كتب في التراث الفلسفي الصيني). تعبر الأغنية عن استياء هاريسون من قدرة العالم غير المحققة على الحب العالمي، والذي يشير إليه على أنه «الحب النائم هناك». قام هاريسون بتسجيله لأول مرة بالجيتار الصوتيAcoustic (الغير كهربائي) والهارمونيوم harmonium (هذه النسخة التجريبية ظهرت في مجموعة مقتطفات الأنثولوجي 3 لعام 1996)، مع إضافة ترتيبات وترية من جورج مارتن.

## التسجيل
اجتمع الفريق بكامل الأعضاء للتسجيل في سبتمبر 1968، وفي ذلك الوقت تم استبدال الأسلوب الموسيقي الشعبي للأغنية (مع الجيتارات الكلاسيكية) بإنتاجها بأسلوب موسيقى الهارد روك. كان التسجيل واحدًا من سلسلة التعاون بين هاريسون وكلابتون خلال أواخر الستينيات، وتبعه مشاركة الثنائي في كتابة أغنية «بادج Badge» لفريق كلابتون وقتها «كريم Cream».
طاقم التسجيل
جورج هاريسون: غناء، وغناء مساند، جيتار صوتي (اكوستك)، واورج هاموند.
جون لينون: جيتار إيقاع.
بول مكارتني: غناء مساند، وجيتار باس، وبيانو، واورج.
رينغو ستار: طبول، ودف، وصنجات.
إريك كلابتون: جيتار رئيسي.

## استقبال الأغنية
عند صدور أغنية «بينما يبكي جيتاري بلطف»، تلقت الأغنية المديح من العديد من نقاد الموسيقى، ومنذ ذلك الحين تم الاعتراف بها كمثال على نضوج هاريسون ككاتب أغاني بجانب زملائه في فريق البيتلز جون لينون وبول مكارتني. صُنفت مجلة رولينج ستون الأغنية في المرتبة 136 على قائمتها «أعظم 500 أغنية في كل العصور»، والسابعة في «أعظم 100 أغنية جيتار في كل العصور»، وفي المرتبة 10 على قائمتها «أعظم 100 أغنية للبيتلز». احتل أداء كلابتون المرتبة 42 في قائمة «أفضل 100 عزف منفرد للجيتار» لمجلة «عالم الجيتار» لعام 2008. كان غالبًا ما يؤدي هاريسون وكلابتون الأغنية معًا على الهواء مباشرة، وتم تضمين النسخ الحية التي تضم عزف الأثنين في ألبوم «حفلة موسيقية لصالح بنجلاديش Concert for Bangladesh» عام 1971، وألبوم «تسجيل حي في اليابان» عام 1992، وبدعم من فريق ضم مكارتني ورينجو ستار، أدى كلابتون الأغنية في الحفلة الموسيقية لجورج في نوفمبر 2002، بعد عام من وفاة هاريسون.

## كلمات الأغنية
في كلمات الأغنية، يعيد هاريسون النظر في موضوع الحب العالمي والمخاوف الفلسفية التي كانت واضحة في مؤلفاته المتأثرة بشكل واضح بالهند، وخاصة "في داخلك بدونك Within You Without You". توضح هذه الأغنية كيف أن الحب الشامل للبشرية كامن في جميع الأفراد ومع ذلك يظل غير محقق. وصف اللاهوتي ديل أليسون الأغنية فقال: "تنقل القلق الروحي ووجهة نظر دينية عاجلة دون أن تكون لاهوتية صراحة". يعلق عالم الموسيقى والتر إيفريت قائلاً إن الأغنية قد تعبر عن الأمل في أن "تتحقق" "الإمكانات غير المحققة" الموصوفة في كلمات الأغنية". يتساءل هاريسون كيف أصبح الجنس البشري مشتتًا عن قدرته على إظهار هذا الحب. يغني لأناس "مقلوبون" و "منحرفون" من منظورهم الطبيعي.
أنظر إليكم جميعا فأرى الحب النائم هناك I look at you all, see the love there that's sleeping
بينما يبكي جيتاري بلطف While my guitar gently weeps
ألقي نظرة على الأرض، وأرى أنها بحاجة إلى تنظيف I look at the floor, and I see it needs sweeping
لا يزال يبكي جيتاري بلطف Still my guitar gently weeps
لا أعرف لماذا لم يخبرك أحد I don't know why nobody told you
كيف تظهر حبك How to unfold your love
لا أعرف كيف لشخص أن يسيطر عليك I don't know how someone controlled you
لقد باعوا واشتروا فيك They bought and sold you
أنظر إلى العالم، وألاحظ أنه يدور I look at the world, and I notice it's turning
في حين يبكى جيتاري بلطف While my guitar gently weeps
مع كل خطأ، يجب أن نتعلم بالتأكيد With every mistake, we must surely be learning
لا يزال يبكي جيتاري بلطف Still my guitar gently weeps
لا أعرف كيف تم تغييرك I don't know how you were diverted
لقد انحرفت أيضًا You were perverted too
لا أعرف كيف تم قلبك I don't know how you were inverted
لم ينبهك أحد No one alerted you
أنظر إليكم جميعًا، انظروا إلى الحب النائم هناك I look at you all, see the love there that's sleeping
بينما يبكى جيتاري بلطف While my guitar gently weeps
أنظر إليكم جميعاً I look) Look at you all)
لا يزال جيتاري يبكي بلطف Still my guitar gently weeps
(الكلمات التالية تم حذفها من الأغنية على الألبوم الأصلي، ثم ظهرت في تسجيلات لاحقة):
المشاكل التي تزرعها هي المشاكل التي تجنيها Problems you sow are the troubles you’re reaping
لا يزال جيتاري يبكي بلطف Still my guitar gently weeps
ألقي نظرة على المشاكل والكراهية المستعرة I look at the trouble and hate that is raging
بينما جيتاري يبكي بلطف While my guitar gently weeps
بما أنني أجلس هنا، ولا أفعل شيئًا سوى التقدم في العمر As I’m sitting here, doing nothing but ageing
ولا يزال جيتاري يبكي بلطف Still my guitar gently weeps
أنظر من الجانبين إلى المسرحية التي تلعبها I look from the wings at the play you are staging
بينما جيتاري يبكي بلطف While my guitar gently weeps
لأنني أجلس هنا لا أفعل شيئًا سوى التقدم في العمر As I’m sitting here doing nothing but ageing
لا يزال جيتاري يبكي بلطف Still my guitar gently weeps

## وصلات خارجية
https://www.beatlesbible.com/songs/while-my-guitar-gently-weeps/ بينما يبكي جيتاري بلطف
https://faroutmagazine.co.uk/beatles-harrison-while-my-guitar-gently-weeps-story-behind-the-song/ بينما يبكي جيتاري بلطف